# Гефел
Гефел (њем. Gefell) град је у њемачкој савезној држави Тирингија. Једно је од 76 општинских средишта округа Зале-Орла. Према процјени из 2010. у граду је живјело 2.727 становника. Посједује регионалну шифру (AGS) 16075131.

## Географски и демографски подаци
Гефел се налази у савезној држави Тирингија у округу Зале-Орла. Град се налази на надморској висини од 550 метара. Површина општине износи 45,2 km². У самом граду је, према процјени из 2010. године, живјело 2.727 становника. Просјечна густина становништва износи 60 становника/km².